# Орехово (Киевская область)
Орехово (укр. Оріхове) — село, входит в Кагарлыкский район Киевской области Украины.
Население по переписи 2001 года составляло 49 человек. Почтовый индекс — 09215. Телефонный код — 4573. Занимает площадь 0,691 км². Код КОАТУУ — 3222283202.

## Местный совет
09215, Київська обл., Кагарлицький р-н, с.Демівщина, вул.Комсомольська